# Iugoslávia nos Jogos Olímpicos de Inverno de 1952
A Iugoslávia competiu nos Jogos Olímpicos de Inverno de 1952, realizados em Oslo, Noruega.